# Steel Panther
Steel Panther es una banda de glam metal proveniente de Los Ángeles, California.
Son reconocidos por sus letras sexuales con un toque de humor y temática del heavy metal, además de palabras en contra la música pop con insultos a los presentadores actuales de las cadenas de MTV. Steel Panther también es conocido por el nombre de Danger Kitty, Metal Shop y Metal Skool. Su álbum debut “Feel the Steel” fue lanzado en 2009.

## Biografía
A comienzos del 2000 el cuarteto, conocido en ese entonces como Metal Shop (luego pasaría a llamarse Metal Skool y posteriormente Steel Panther), empezó a ganar popularidad en el Sunset Strip. Influenciados por bandas como Poison y Journey, el vocalista “Michael Starr”, cuyo verdadero nombre es Ralph Sáenz, creó la banda Danger Kitty después de cantar en la banda tributo a Van Halen, Atomic Punk y participar en la grabación del EP Wasted de la banda L.A. Guns. Sáenz se reencontró con sus amigos de la universidad, el baterista Darren Leader (“Stix Zadinia”), el Bajista Travis Haley (“Lexxi Foxxx”) y el guitarrista Russ Parrish (“Satchel”) y formando así Steel Panther. Russ Parris también es conocido por participar en la banda War & Peace, fundada por Jeff Pilson, exbajista de la banda Dokken, y por haber sido parte de la banda Fight, formada por Rob Halford, vocalista de la banda Judas Priest. Parrish también fue miembro de Atomic Punk.
La banda bajo el nombre de AMIGOS MALOS, publica el 2001 el sencillo promocional “Love Rocket”. Irónicamente aseveran que es una banda de Glam metal que no pudo surgir durante los `80, incluso, han llegado hasta el punto que en la misma página oficial, señalan que han estado activos desde 1988. Gracias al uso del fijador para cabello, chaquetas de cuero y pantalones de spandex de cebra, legado de su experiencia en la banda tributo a Van Halen, su fórmula de sexo, drogas y rock & roll los llevó finalmente a obtener el éxito inesperado y su exposición a la escena comercial. En el 2003 publicará el sencillo, producido por la banda, “Hole Patrol”. Se filmará también el video promocional de la canción “Fat Girl (Thar She Blows)” de ese mismo disco, dirigiendo el video el actor Dean Cameron. La banda comenzó a tocar en vivo con el nombre de Danger Kitty, apareciendo en un aviso de Discover Card y en la serie de comedia The Drew Carey Show actuando como ellos. La canción “Fantasy” del programa de MTV, Rob Dyrdek's Fantasy Factory fue grabada por ellos. Gracias a su popularidad la cantidad de asistencia en sus shows fue en aumento. Algunas celebridades han aparecido en el escenario junto a Steel Panther como David Bryan, Criss Angel, Kenny Loggins, Paul Stanley, Kip Winger, Corey Taylor, David Draiman, Drew Carey, Jerry Cantrell, Justin Hawkins, Kelly Clarkson, Phil Anselmo, Billy Ray Cyrus, Tom Morello, P!nk, Nick Carter, Justin Parks, Avril Lavigne, Davey Havok, Chester Bennington, E-40, Steve-O, Tré Cool, Mike Starr, Mike Piazza, Tommy Thayer, Jeff Martin, Scott Travis y Mark Tremonti entre otros. La banda decidió cambiar el nombre de Metal Skool a Steel Panther en abril de 2008, teniendo un nuevo debut en el “The Rockin' Saddle Club” en Redlands, California. En mayo del 2008 la banda firma un contrato con la discográfica Republic Records (subsidiaria de Universal Records) anunciando planes para el lanzamiento de un nuevo disco. Su primer Sencillo “Death to all but Metal” apareció por primera vez en iTunes el 27 de enero de 2009, mientras el disco titulado Feel the Steel, producido por Jay Ruston, fue publicado el 9 de junio del mismo año.
El 17 de julio de 2021, la banda anunció la salida de Lexxi Foxxx a través de su página web.

## Miembros

### Miembros actuales
- Michael Starr (Ralph Sáenz) – Voz (2000-presente)
- Satchel (Russ Parrish) - Guitarra, Voz (2000-presente)
- Stix Zadinia (Darren Leader) – Batería, Voz (2003-presente)

###### Miembros de gira
- Joe "Spyder" Lester – bajo, voz (2018: sustituto de Lexxi Foxx, 2021,2022-presente)

### Miembros anteriores
- Ray Luzier - Batería, Voz (2000-2003)
- Lexxi Foxx (Travis Haley) – Bajo, Voz (2000-2021)

## Discografía
- Hole Patrol (2003)
- Feel the Steel (2009)
- Balls Out (2011)
- All You Can Eat (2014)
- Lower the Bar (2017)
- Heavy Metal Rules (2019)
- On the Prowl (2023)

## Videografía
- Fat Girl (Thar She Blows) – El Video (2005) video musical para Fat Girl y Detrás de Cámara.
- Behind The Music: Steel Panther (2009) iTunes podcast sobre un falso “Behind The Music” de la historia de Steel Panther.
- Community Property - (2009) Video musical y Detrás de Cámara.
- If you Really Really Love Me (2011)
- Steel Panther Live British Invasion DVD (2012)
- Steel Panther Live All You Can Eat Tour Sydney DVD Extra(2014)
- Wasted Too Much Time ft. Stone Sour (2017)

## Vídeos musicales
- Fat Girl (Thar She Blows) (2005)
- Death to All but Metal (2009)
- Community Property (2009)
- Party All Day (2010)
- Don't Stop Believing (2010)
- If You Really Really Love Me (2011)
- 17 Girls in a Row (2012)
- Party Like Tomorrow It’s The End of the World (2013)
- The Burden of Being Wonderful (2014)
- Glory Hole (2014)
- Pussywhipped (2014)
- She's Tight (2016)
- Wasted too much time (2017)
- I Got What You Want (2017)
- Poontang Boomerang (2017)
- All I wanna do is (f*ck) (2019)
- Always gonna be a ho (2019)